# 小強
「強」原本是對於名字帶有強字的暱稱，後來因周星馳主演的電影而成為對蟑螂的别名。有些人亦會以小強自稱或被暱稱。

## 起源
「小強」這個別名源於周星馳的電影。在1993年的電影《唐伯虎點秋香》中，周所飾演的唐伯虎為進入華府當雜工而假扮賣身葬父的可憐人，卻遇到梁榮忠飾演的對手。梁賣身葬全家，連伴隨多年的狗都當場死亡，於是周靈機一動把身旁不小心被踩死的蟑螂稱作「小強」並視為多年飼養的寵物為之哭泣，自此「小強」一詞即在網路上開始迅速流行，已成為華人對蟑螂的另類代名詞。
另外在周星馳的電影《算死草》中，周的角色指一位無辜的犯人謀殺了他的好友「小強」，這個「小強」也是一隻蟑螂。
在《破壞之王》周星馳飾演的何金銀指一隻湯中蒼蠅是「小強」，何金銀立刻被黎彼得飾演的顧客用報紙打走。

## 衍生
- 在1997年的香港著名音樂劇《雪狼湖》中，小強是一隻伴隨著男主角胡狼的猴子。
- 在2000年的香港無綫電視劇《男親女愛》中，飾演主角的黃子華把他的寵物蟑螂命名為「小強」，並作了《我有小小強》一曲。
- 台湾歌手Tank在其专辑《Fighting！生存之道》收录了一首歌曲《蟑螂小強》，意指有打不倒的毅力。
- 對於影視作品中劇情設定為打不死或者不斷死而復生的人物，也會用「小強」來稱呼，如美國FOX的電視劇《24》中的男主角傑克·鮑爾（戲稱鮑小強）、《聖鬥士星矢》中的五位主要青銅聖鬥士角色（戲稱「五小強」）[2]和電影《夠薑四小強》等。
- 遊戲「真三國無雙」系列的呂布常被玩家冠上小強外號，源於其造型的冠冕上有兩條類似觸鬚的裝飾，加以遊戲中攻擊與防禦能力均高，很難將其打敗，故有此「小強」外號的誕生[3]。
- 如今，小强一词已经不是单纯的泛指某种生物，而更多的则是对某一类人物的认可，通常其弱小的身躯总能蕴含着某种惊人的能量，「打不倒、拍不死」。